# Жовтобрюшка рудолоба
Жовто́брюшка рудолоба (Eremomela turneri) — вид горобцеподібних птахів родини тамікових (Cisticolidae). Це рідкісний вид, що мешкає в регіоні Африканських Великих озер.

## Опис
Довжина птаха становить 8-9 см. Верхня частина тіла сіра, на лобі руда пляма. Нижня частина тіла біла з чорним "комірцем" і сірими боками. У молодих птахів верхня частина тіла оливково-куоричнев, нижня частина тіла світла.

## Підвиди
Виділяють два підвиди:
- E. t. kalindei Prigogine, 1958 — схід ДР Конго, південно-західна Уганда;
- E. t. turneri Van Someren, 1920 — західна Кенія.

## Поширення і екологія
Рудолобі жовтобрюшки живуть в гірських і рівнинних тропічних лісах, зустрічаються на висоті від 470 до 1900 м над рівнем моря.

## Збереження
МСОП класифікує стан збереження цього виду як близький до загрозливого. За оцінками дослідників, популяція рудолобих жовтобрюшок становить від 13 до 34 тисяч птахів. Їм загрожує знищення природного середовища. В Уганді птах не спостерігався з 1970-х років. Найбільша популяція рудолобих жовтобрюшок мешкає в лісі Південного Нанді, друга за чисельністю — в лісі Какамега.